# Dolina Walentkowa

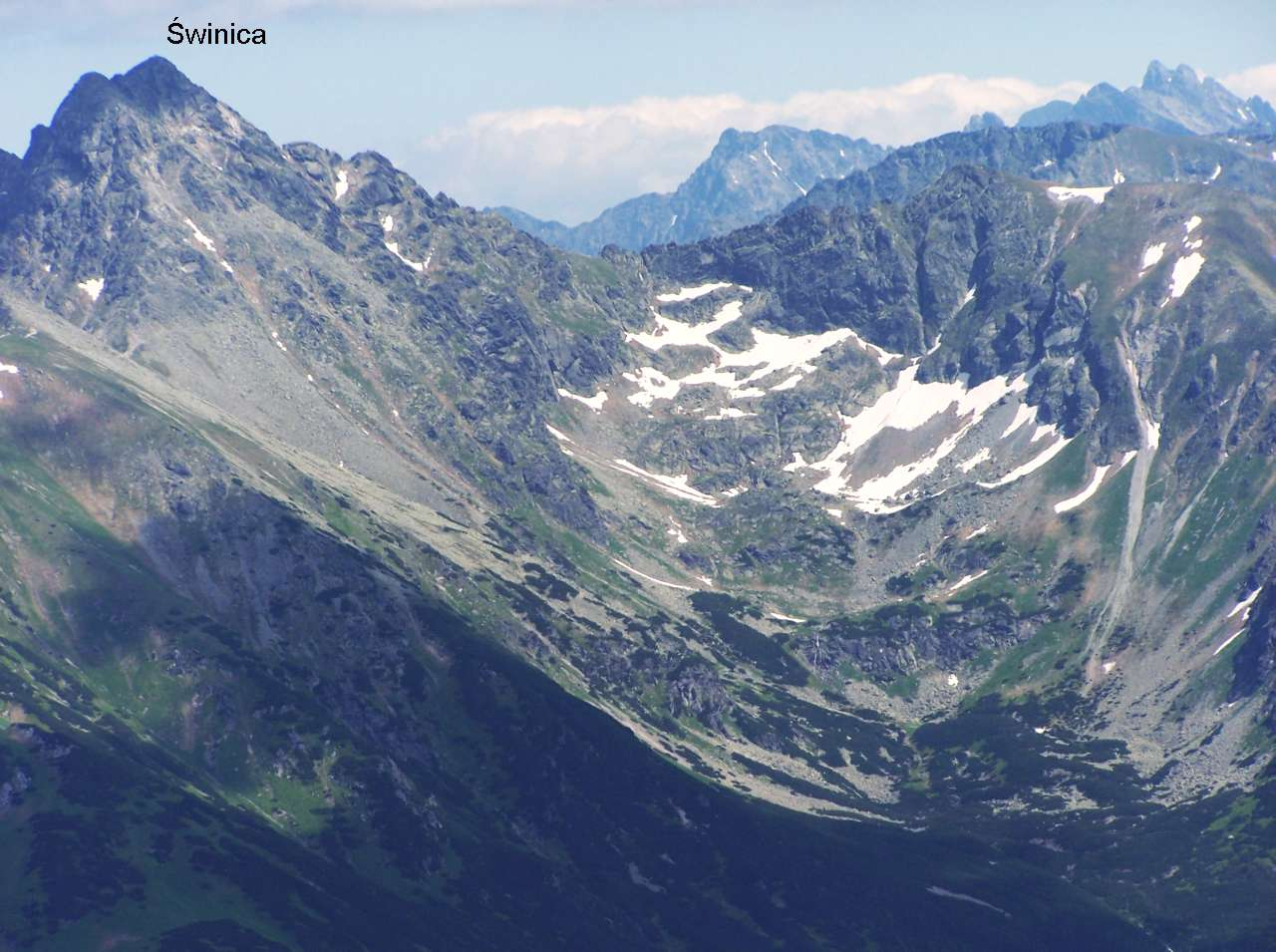
Świnica i Dolina Walentkowa – widok z Czerwonych Wierchów

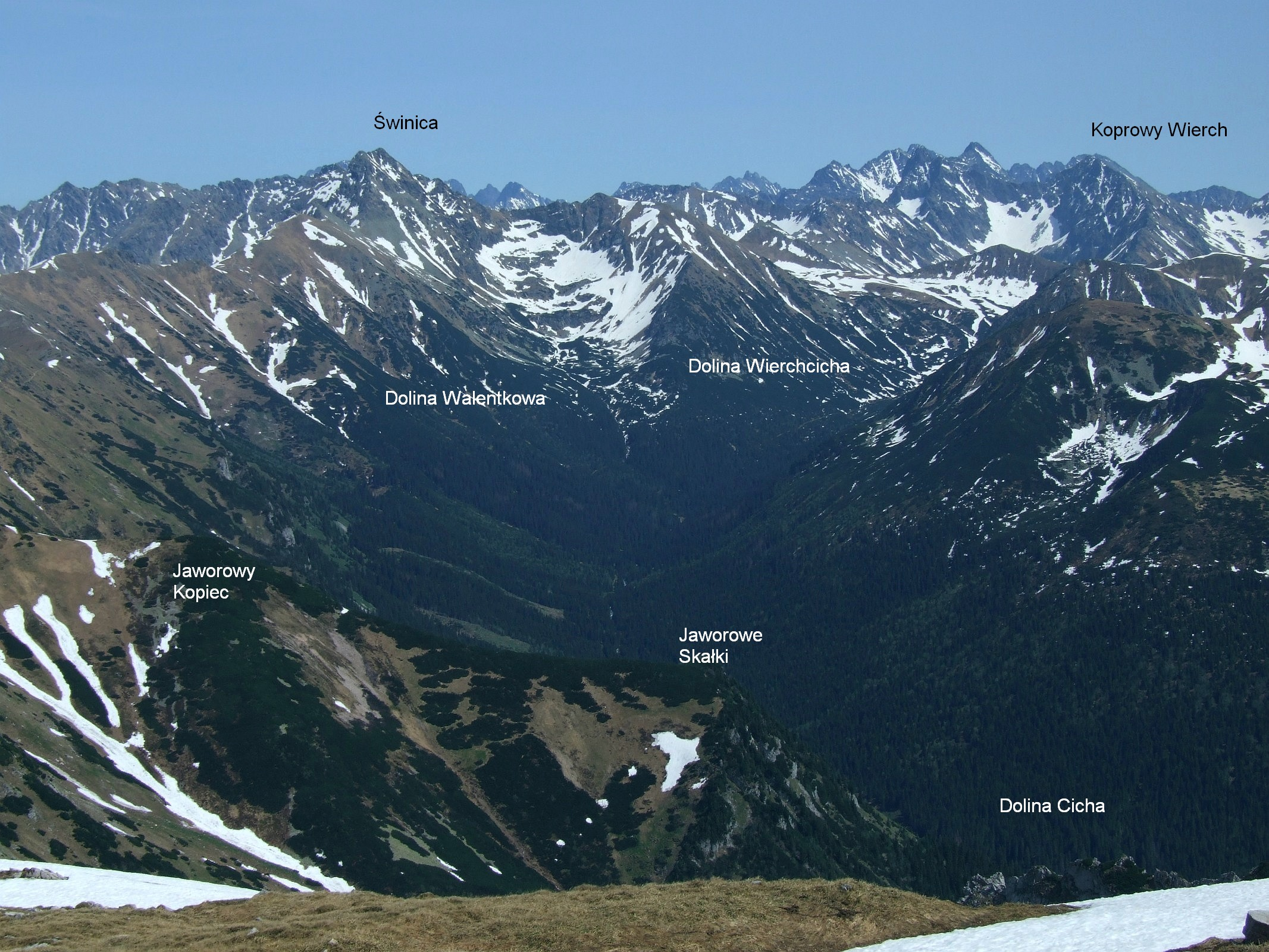
Dolina Walentkowa, widok z Krzesanicy

Dolina Walentkowa (słow. Valentkova dolina, niem. Walentkowatal, Walentkowatälchen, węg. Walentkowa-völgy, Walentkowa-völgyecske) – tatrzańska dolina położona na terenie Słowacji, jedno z dwóch odgałęzień górnej części Doliny Cichej (Tichá dolina) odchodzące od niej w kierunku wschodnim.
Dolina Walentkowa graniczy:
- od południa z Doliną Wierchcichą (Zadná Tichá dolina), rozdziela je grań Walentkowego Wierchu (Valentková, 2156 m),
- od wschodu z położoną na terenie Polski Doliną Pięciu Stawów Polskich, rozdziela je Walentkowa Grań – odcinek głównej grani Tatr od Walentkowego Wierchu do Świnicy (Svinica, 2301 m),
- od północnego wschodu z leżącą w Polsce Doliną Gąsienicową, oddziela je główna grań Tatr od Świnicy w kierunku przełęczy Liliowe (Ľaliové sedlo).

Dolina Walentkowa położona jest na wysokości ok. 1400–1900 m. Jej górną część (powyżej ścieżki na Zawory) nazywa się Walentkowym Kamiennym lub po prostu Kamiennym. Spod wierzchołka Świnicy opada do niej Żleb Blatona. Dolina ma powierzchnię 1,5 km², a jej dno tworzy płytką nieckę i zawalone jest piargami i wielkimi skałami. Pod jedną z tych skał, nazywaną Walentkową Kolebą, mieli niegdyś schronienie pasterze. Dolina Walentkowa mimo niewielkiej użyteczności pasterskiej była kiedyś wypasana.
W dolinie znajdują się dwa okresowe (wysychające latem), stawki: Wyżni Walentkowy Stawek (Vyšné Valentkove pleso), położony na wysokości ok. 1890 m oraz Walentkowy Stawek (Valentkovo pliesko, Dolné Valentkove pleso), położony na wysokości ok. 1800 m n.p.m. Zasila on Walentkowy Potok (Valentkový potok, Kamenná Tichá), dopływ Cichej Wody Liptowskiej w jej górnym odcinku.
Dolina Walentkowa jest obecnie niedostępna turystycznie. Dawniej przez jej środkową część prowadził popularny szlak turystyczny z przełęczy Liliowe na Zawory.
Jako pierwsi zimą dotarli do Doliny Walentkowej Jerzy Bistram, Adam Karpiński i Kazimierz Szczepański 28 marca 1923 r. oraz tego samego dnia krótko później Marian Maurizio z towarzyszami.